# Cao Xueqin
曹雪芹 Cao Xueqin pinyin: Cáo Xuěqín (Nankín, c. 1715 - Pekín, 1763) era un escritor chino de la dinastía Qing.

## Biografía
Descendía de una gran familia destronada natural de Fengrun, en Hebei, que sirvió en las fuerzas Han bajo los manchúes. Escribió la novela Sueño en el pabellón rojo (紅樓夢) que dejó inacabada (solo escribió ochenta capítulos) y se publicó muchos años después de su muerte con el final que le puso Gao E., editor de la obra (cuarenta capítulos más). Esta novela es considerada una de las cuatro novelas clásicas chinas.
El sueño del pabellón rojo describe la vida de las familias ricas y aristocráticas de una época en que empieza su decadencia, vísperas del colapso del feudalismo: las familias Rong y Ning. Sus dos famosos personajes principales, la pareja de jóvenes rebeldes Jia Baoyu y Lin Daiyu, se oponen obstinadamente a las viejas tradiciones. A Baoyu le disgustan las relaciones con los literatos y se niega a escribir ensayos bagu, pero le gusta en cambio la compañía de las mujeres y simpatiza con las criadas de su casa. Daiyu es parecida a él y entre ellos nace un amor verdadero. Al final Daiyu muere llena de angustia y Baoyu huye empujado por la desesperación, porque los jóvenes como ellos no son tolerados por las fuerzas reaccionarias. En el último siglo, esta fue la novela más popular de China.